# Michał Stobnicki
Michał Stobnicki (* 1987 in Polen) ist ein Mitglied der SSPX Resistance.

## Leben
Stobnicki stammt aus einer römisch-katholischen Adelsfamilie. Im Alter von 13 Jahren beobachtete er nach eigener Aussage in Jasna Góra einen alten Priester, der die traditionelle lateinische Messe zelebrierte, die Stobnicki bis dahin nicht gekannt hatte. Nach einigen Recherchen stieß er auf einen Bericht über Marcel Lefebvre, wandte sich schließlich mit weiteren Fragen an einen älteren Priester und bekam von diesem den Rat, sich der Priesterbruderschaft St. Pius X. anzuschließen.
Er legte im Jahr 2006 das Abitur ab und trat dann in das Priesterseminar der Priesterbruderschaft St. Pius X. in Zaitzkofen ein, hatte aber bald den Eindruck, dass die Piusbruderschaft vom „Virus des Liberalismus“ befallen sei, und begann einen vorsichtshalber chiffrierten Briefwechsel mit Richard Williamson, den er wenig später in Lourdes persönlich traf und mit dem er ein weiteres Treffen verabredete. Laut Stobnicki wurde er kurz darauf, nach dem Besuch eines schwedischen Fernsehteams, das eine Dokumentation üder die Piusbruderschaft drehen sollte, aus der Priesterbruderschaft ausgeschlossen.
Die Frage nach dem Holocaust, die Williamson am Ende eines langen Interviews von diesem Fernsehteam gestellt wurde, war in Stobnickis Augen eine Falle. Williamson wurde wegen seiner Aussagen später wegen Volksverhetzung verurteilt.
Stobnicki reiste nach seinem Ausschluss aus der Piusbruderschaft nach Warschau, blieb vorerst noch im Dialog mit Vertretern der Piusbruderschaft, wurde aber gegen Ende 2008 von dem ehemaligen Piusbruder Raffray nach Courtalain eingeladen. Im dortigen Institut zum Guten Hirten, in dem er sich einige Wochen lang aufhielt, fühlte er sich aber fehl am Platz. Ehe er allerdings Williamsons Einladung nach Argentinien folgen konnte, wurde das Fernsehinterview ausgestrahlt, das dieser gegeben hatte, und Williamson wurde des Landes verwiesen.
Stobnicki begann ein Jurastudium und setzte seine Ausbildung zum Priester unter Bischof Robert Fidelis McKenna aus den USA und unter Bischof Andrés Morello fort, ohne einem Seminar anzugehören. 2012 wurde er zu den höheren Weihen zugelassen; Streitigkeiten zwischen diversen Sedisvakantisten hielten ihn aber zunächst davon ab, ein kirchliches Amt zu übernehmen. 2014 schloss er sein Jurastudium ab und begann als Rechtsanwalt zu arbeiten.
Seit Williamson aus der Piusbruderschaft ausgeschlossen worden war, trafen Stobnicki und Williamson einander regelmäßig in England und in Polen. Nach Aufenthalten in verschiedenen Ländern wurde Stobnicki am 1. Juli 2017 von dem damals bereits zum zweiten Mal exkommunizierten Richard Williamson zum Priester geweiht. Er begann Gruppen von Gläubigen um sich zu versammeln und Niederlassungen der SSPX Resistance in Polen einzurichten, in denen die traditionelle Messe gelesen wurde. Die Resistance-Priester nahmen auch Taufen, Eheschließungen, Krankensalbungen etc. vor.
Laut Stobnicki begann damals die Piusbruderschaft zunächst um ihn zu werben und ihm die Rückkehr in ihre Reihen vorzuschlagen. Als sie damit keinen Erfolg gehabt habe, habe sie angefangen, ihn zu bedrohen, und beispielsweise die Reifen seines Wagens zerstochen und seine Telefonnummer als die eines Drogendealers im Internet veröffentlicht.
Am 15. August 2022 weihte Williamson ihn zum Bischof. Er wählte das Motto „Per Mariam ad Iesum“ für sein Bischofswappen und erklärte dies mit folgenden Worten: „This is the way to salvation. Since Our Lord Jesus Christ came to us through the Blessed Virgin Mary, there is no other way for us to reach the Savior than the Immaculate. There is also a very personal motive. My Mother died on the anniversary of the Fatima apparitions, 13 October 2021. I once heard from one of the senior Polish priests that after losing his earthly mother, a Catholic begins to love the Heavenly Mother more and more. And I convinced myself of it.“
Seit seiner Bischofsweihe war Stobnicki regelmäßig auf Reisen. Die SSPX Resistance hatte mehr als 20 Zentren in Polen eingerichtet; am 31. Mai 2024 fand eine Konferenz in Tarnów statt, an der auch Williamson teilnahm und zu der Carlo Maria Viganò eine Grußbotschaft schickte.
Über Personen, die sich online über die SSPX Resistance austauschen und sich über deren Geheimniskrämerei und Sektierertum beschweren, äußerte Stobnicki sich kritisch: „As for the accusations of sectarianism, first of all, the people who make them have never contacted us with any questions or been interested in priestly ministry. Secondly, the Catholic Church has existed and operated for two thousand years without the Internet. I do not understand Catholics who live more in the virtual world (which could disappear at any moment) than in the real world. Public is what is said from the pulpit, not written in the Internet. Thirdly, there has been a terrible spiritual war since Vatican II. At a time like this, it is important to keep common sense and exercise some discretion.“
Über seine Meinung zum Monarchismus befragt, erklärte Stobnicki, rechtgläubige Monarchen seien als Schutz der Kirche natürlich zu begrüßen, ein König aber, der nicht dem „wahren Gott und seiner Kirche“ diene, sei „no better than modern democratic puppets.“ Er sei „like a tool in the hands of Judeo-Masonry.“ Die Monarchie wiederherzustellen, löse also nicht alle politischen Probleme. Ein Beispiel dafür sei Großbritannien, wo die Monarchie eine Form ohne Inhalt darstelle und nur das „World Economic Forum“ kaschiere, genau wie es auch in Franziskus’ „neuer Kirche“ sei.
Über seine Haltung zu Lefebvre befragt, erklärte Stobnicki: „I admire his love for Holy Mother Church and how he combined the spirit of fighting for Faith with kindness towards confused souls. Today, traditionalist clergy are either not ready to fight for the Faith, because they are liberals and modernists, or they do not have love for their neighbour and instead of leading souls to the Saviour, they push them away. I wish with all my heart to continue work of Archbishop Lefebvre in the service of the Catholic Church.“